# Boris Krstulović (arhitekt)
 Boris Krstulović  (Split, 9. veljače 1932. -  Zagreb, 28. studenog 2014.), hrvatski arhitekt.

## Lik i djelo
Boris Krstulović rođen je u Splitu, 9. veljače 1932. U Zagrebu 1950. završio je Drugu mušku gimnaziju, 1956. diplomirao na Arhitektonskom odsjeku Tehničkog fakulteta. Do 1957. radio je u Arhitektonskom projektnom birou „Žerjavić“ u Zagrebu, a od 1958. suradnik je u Zavodu za arhitektonske kompozicije (kod profesora A. Albinija). 1962. postaje asistent u Zavodu za građevne konstrukcije (kod profesora Z. Vrkljana) na Arhitektonsko-Građevinsko-Geodetskom fakultetu. Nakon osamostaljenja Građevinskog fakulteta u Zagrebu 1963. radi ondje kao asistent profesora R. Nikšića, a od 1972. kao docent. Od 1977. do 1991. radi u Građevinskom institutu u Zagrebu. Doktorirao je 1987. (s temom „Specifični princip konstituiranja fleksibilnih arhitektonskih prostora“), 1988. je izabran u zvanje znanstvenog savjetnika i redovitog profesora. Habilitirao je 1972. u postupku na kompleksu Elektroslavonije u Osijeku, na kojemu je začeto specifično načelo fleksibilnih prostora pod jednim sintetiziranim arhitektonskim elementom (primjenjivim na više prostora), čijim se razvojem bavio preko trideset godina. Od 1991-95. bio je voditelj znanstvenog projekta Sustav selekcioniranog krovnog prirodnog osvjetljenja fleksibilnih halskih prostora, a aktivno je sudjelovao u projektu Hrvatski poduzetnik s teorijskim obrazloženjem i praktičnim rješenjem dvaju građevnih elemenata: željeznim dovratnikom i krovnim kupolama za selekcionirano osvjetljenje.
Koristeći suvremene materijale i inovativne i dinamičke konstruktivne elemente ostvario je mnoge funkcionalno usklađene stambene građevine u Zagrebu, Crikvenici (1965.) i Varaždinu (1982.):
- Stambeni kompleks na Zelengaju (1971.)
- Stambene zgrade na Sv.Duhu (1991.)
- Stambeni prostor u Dežmanovom prolazu (2003.)

Plastičnom obradom volumena posebno se ističe u izvedbama poslovnih i javnih građevina:
- Upravno-pogonski kompleks Elektroslavonije u Osijeku (1967. – 71.)
- Poslovna zgrada Elektre u Varaždinu (1974. – 77.)
- Poslovno pogonski kompleks u Varaždinu (1978. – 88.)

Preminuo je 28. studenog 2014. u 83. godini života

## Nagrade i priznanja
- Dobitnik Nagrade Vladimir Nazor za životno djelo u području arhitekture i urbanizma (2009.)[3][4]

## Vanjske poveznice
- Krstulović, Boris Hrvatska tehnička enciklopedija, portal hrvatske tehničke baštine. LZMK